# Liste der olympischen Medaillengewinner aus Sri Lanka
Das National Olympic Committee of Sri Lanka wurde 1937 gegründet und im selben Jahr vom Internationalen Olympischen Komitee aufgenommen.

## Medaillenbilanz
Bislang konnten zwei Sportler aus Sri Lanka zwei olympische Medaillen erringen (2 × Silber).
| Sri Lanka bei den Olympischen Sommerspielen                                    | Sri Lanka bei den Olympischen Sommerspielen | Sri Lanka bei den Olympischen Sommerspielen | Sri Lanka bei den Olympischen Sommerspielen | Sri Lanka bei den Olympischen Sommerspielen | Sri Lanka bei den Olympischen Sommerspielen |      | Sri Lanka bei den Olympischen Winterspielen | Sri Lanka bei den Olympischen Winterspielen | Sri Lanka bei den Olympischen Winterspielen | Sri Lanka bei den Olympischen Winterspielen | Sri Lanka bei den Olympischen Winterspielen | Sri Lanka bei den Olympischen Winterspielen |
| Jahr                                                                           | Gold                                        | Silber                                      | Bronze                                      | Gesamt                                      | Rang                                        | Jahr | Gold                                        | Silber                                      | Bronze                                      | Gesamt                                      | Rang                                        |                                             |
| 1948                                                                           | 0                                           | 1                                           | 0                                           | 1                                           | 28                                          |      | 1948                                        | –                                           | –                                           | –                                           | –                                           | –                                           |
| 1952                                                                           | 0                                           | 0                                           | 0                                           | 0                                           |                                             |      | 1952                                        | –                                           | –                                           | –                                           | –                                           | –                                           |
| 1956                                                                           | 0                                           | 0                                           | 0                                           | 0                                           |                                             |      | 1956                                        | –                                           | –                                           | –                                           | –                                           | –                                           |
| 1960                                                                           | 0                                           | 0                                           | 0                                           | 0                                           |                                             |      | 1960                                        | –                                           | –                                           | –                                           | –                                           | –                                           |
| 1964                                                                           | 0                                           | 0                                           | 0                                           | 0                                           |                                             |      | 1964                                        | –                                           | –                                           | –                                           | –                                           | –                                           |
| 1968                                                                           | 0                                           | 0                                           | 0                                           | 0                                           |                                             |      | 1968                                        | –                                           | –                                           | –                                           | –                                           | –                                           |
| 1972                                                                           | 0                                           | 0                                           | 0                                           | 0                                           |                                             |      | 1972                                        | –                                           | –                                           | –                                           | –                                           | –                                           |
| 1980                                                                           | 0                                           | 0                                           | 0                                           | 0                                           |                                             |      | 1980                                        | –                                           | –                                           | –                                           | –                                           | –                                           |
| 1984                                                                           | 0                                           | 0                                           | 0                                           | 0                                           |                                             |      | 1984                                        | –                                           | –                                           | –                                           | –                                           | –                                           |
| 1988                                                                           | 0                                           | 0                                           | 0                                           | 0                                           |                                             |      | 1988                                        | –                                           | –                                           | –                                           | –                                           | –                                           |
| 1992                                                                           | 0                                           | 0                                           | 0                                           | 0                                           |                                             |      | 1992                                        | –                                           | –                                           | –                                           | –                                           | –                                           |
| 1996                                                                           | 0                                           | 0                                           | 0                                           | 0                                           |                                             |      | 1994                                        | –                                           | –                                           | –                                           | –                                           | –                                           |
| 2000                                                                           | 0                                           | 1                                           | 0                                           | 1                                           | 64                                          |      | 1998                                        | –                                           | –                                           | –                                           | –                                           | –                                           |
| 2004                                                                           | 0                                           | 0                                           | 0                                           | 0                                           |                                             |      | 2002                                        | –                                           | –                                           | –                                           | –                                           | –                                           |
| 2008                                                                           | 0                                           | 0                                           | 0                                           | 0                                           |                                             |      | 2006                                        | –                                           | –                                           | –                                           | –                                           | –                                           |
| 2012                                                                           | 0                                           | 0                                           | 0                                           | 0                                           |                                             |      | 2010                                        | –                                           | –                                           | –                                           | –                                           | –                                           |
| 2016                                                                           | 0                                           | 0                                           | 0                                           | 0                                           |                                             |      | 2014                                        | –                                           | –                                           | –                                           | –                                           | –                                           |
| 2020                                                                           | 0                                           | 0                                           | 0                                           | 0                                           |                                             |      | 2018                                        | –                                           | –                                           | –                                           | –                                           | –                                           |
| 2024                                                                           | 0                                           | 0                                           | 0                                           | 0                                           |                                             |      | 2022                                        | –                                           | –                                           | –                                           | –                                           | –                                           |
| Gesamt                                                                         | 0                                           | 2                                           | 0                                           | 2                                           |                                             |      | Gesamt                                      | 0                                           | 0                                           | 0                                           | 0                                           |                                             |
| \| \| Gold \| Silber \| Bronze \| Gesamt \| \| Ges. S+W \| 0 \| 2 \| 0 \| 2 \| |                                             |                                             |                                             |                                             |                                             |      |                                             |                                             |                                             |                                             |                                             |                                             |
|                                                                                | Gold                                        | Silber                                      | Bronze                                      | Gesamt                                      |                                             |      |                                             |                                             |                                             |                                             |                                             |                                             |
| Ges. S+W                                                                       | 0                                           | 2                                           | 0                                           | 2                                           |                                             |      |                                             |                                             |                                             |                                             |                                             |                                             |

## Medaillengewinner
| Name                  | Sportart       | Jahr / Disziplin                     | Gold | Silber | Bronze | Gesamt |
| --------------------- | -------------- | ------------------------------------ | ---- | ------ | ------ | ------ |
| Susanthika Jayasinghe | Leichtathletik | 2000 in Sydney: 200 m, Frauen        | 0    | 1      | 0      | 1      |
| Duncan White          | Leichtathletik | 1948 in London: 400 m Hürden, Herren | 0    | 1      | 0      | 1      |